# Élection à la direction du Parti conservateur britannique d'octobre 2022
Ne doit pas être confondu avec Élection à la direction du Parti conservateur britannique de juillet-septembre 2022.
 (octobre 2022).
L'élection à la direction du Parti conservateur d'octobre 2022 vise à choisir la personne devant prendre la tête du Parti conservateur, et par conséquent du gouvernement en raison de la majorité détenue par le parti à la Chambre des communes.
Ce scrutin fait suite à l’annonce de la démission de Liz Truss le 20 octobre 2022, après seulement quelques semaines de mandat.
Rishi Sunak, battu le mois précédent par Liz Truss, l’emporte sans opposition à la suite du retrait de Penny Mordaunt et du refus de Boris Johnson de briguer à nouveau cette fonction.

## Contexte

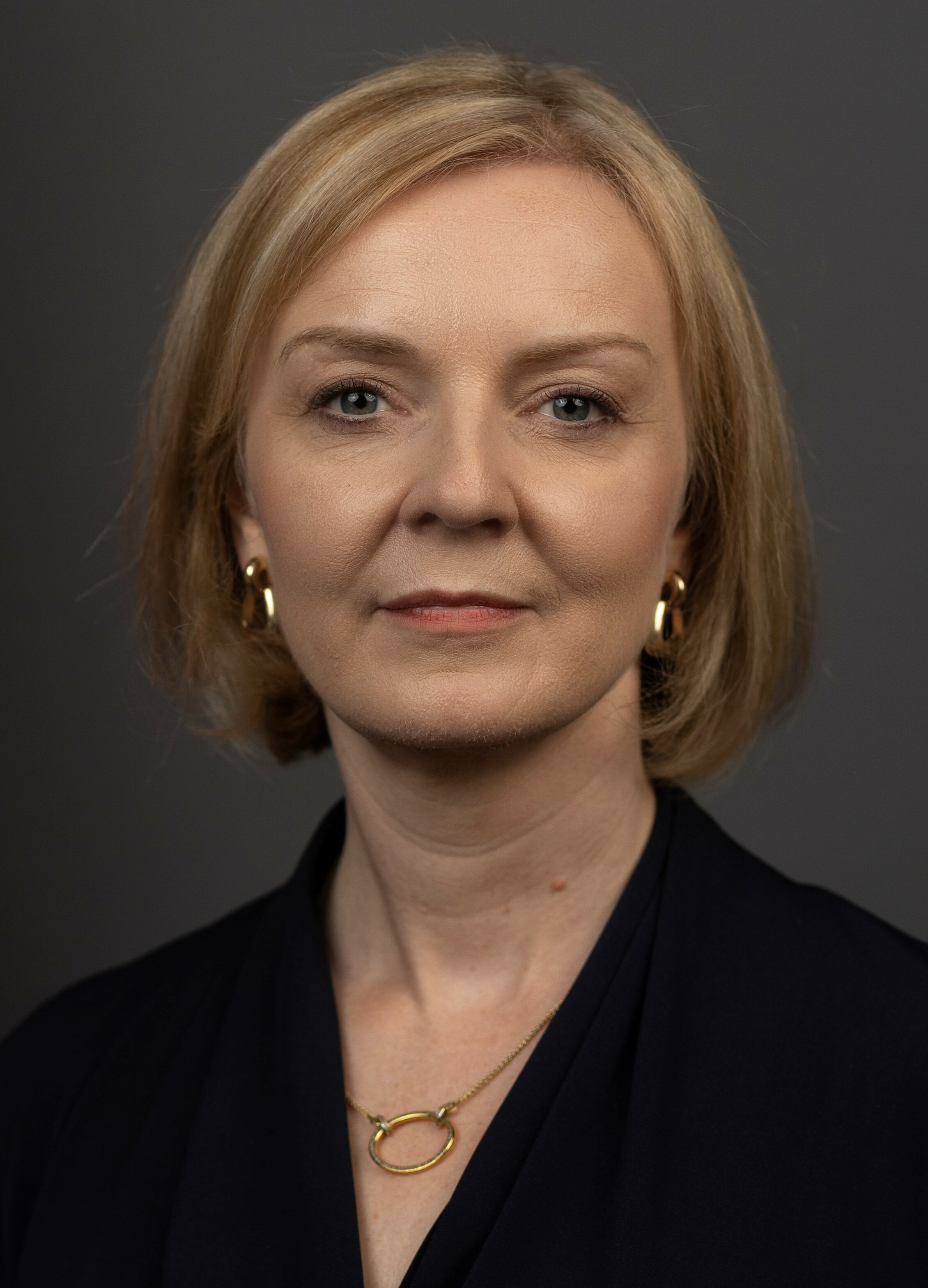
Liz Truss.

Boris Johnson est remplacé par Liz Truss le 6 septembre 2022 à la suite de son élection à la tête du parti conservateur. Son mandat débute avec la gestion de la mort et des funérailles de la reine Élisabeth II. Le 23 septembre, Liz Truss dévoile sa politique budgétaire, qui prévoit notamment des allégements d’impôts pour les très hauts revenus à hauteur de 50 milliards d'euros ainsi qu'un allégement des taxes et de la réglementation sur les transactions immobilières et la suppression du plafond sur les bonus des banquiers.
Cette annonce, qui intervient dans un contexte de crises économique et énergétique couplées à une forte inflation, provoque la colère de la population ainsi que des réactions négatives chez les acteurs économiques tels que le  Fonds monétaire international et les marchés financiers. La livre britannique chute à son plus bas niveau depuis mars 1985, à moins de 1,1 dollar, et les taux d'obligations d’État grimpent à un niveau record de 3,7 %.
Lizz Truss fait alors face à la chute spectaculaire du parti conservateur dans les sondages d'opinion, qui voient le gouvernement battre des records d'impopularité avec un taux d'approbation de seulement 10 % à la mi-octobre. Une fronde de plus en plus importante s'étant formée au sein de son groupe parlementaire, Liz Truss finit par annoncer le 20 octobre 2022 sa démission de la direction du Parti conservateur, expliquant que « vu la situation, je ne peux pas remplir le mandat sur lequel j'ai été élue par le Parti conservateur » . Cette démission intervient après 44 jours au poste de Premier ministre, qu'elle conserve jusqu'à l'élection de son successeur au sein du parti. Elle établit ainsi le record du plus court mandat au 10 Downing Street, détenu depuis près de deux siècles par un autre conservateur, George Canning, mort en fonction,. Une élection interne est par conséquent organisée à partir d'octobre afin de déterminer son successeur à la tête du Parti conservateur, le quatrième en six ans.

## Procédure
Avant de quitter le pouvoir, Liz Truss a précisé le 20 octobre qu'un nouveau scrutin interne aurait lieu au sein de la majorité « d'ici à la semaine prochaine » pour la remplacer.
Les principes de la procédure de sélection du chef du Parti conservateur sont fixés dans la constitution du parti, tandis que les règles détaillées sont convenues par l'exécutif du Comité de 1922 en consultation avec le Conseil du Parti conservateur.
Les candidats, qui doivent être des députés membres du Parti conservateur, doivent recueillir au moins 100 parrainages parmi les 357 députés conservateurs, ce qui réduit mathématiquement le maximum de candidats à trois. Les parrainages doivent être recueillis avant le 24 octobre 2022, 14 heures heure locale. Ensuite, les députés doivent se mettre d'accord sur deux noms que les 170 000 adhérents du parti doivent départager par un vote en ligne avant le 28 octobre, soit sur un seul nom qui deviendra le nouveau chef du parti.

## Candidats

### Candidats déclarés
| Nom            | Nom | Fonctions exercées | Déclaration de candidature | Déclaration de candidature | Logotype        | Soutiens déclarés avant le premier tour |
| -------------- | --- | --- | -------------------------- | -------------------------- | --------------- | --------------------------------------- |
| Penny Mordaunt |     | - Députée de Portsmouth North depuis 2010 - Leader de la Chambre des communes et Lord président du Conseil depuis 2022 - Ministre d'État au Commerce de 2021 à 2022 - Secrétaire d'État à la Défense en 2019 - Ministre des Femmes et des Égalités de 2018 à 2019 - Secrétaire d'État au Développement international de 2017 à 2019 - Ministre d'État aux Personnes handicapées de 2016 à 2017 - Ministre d'État aux Forces Armées de 2015 à 2016 |                            | 21 octobre 2022            |                 | 28 députés                              |
| Rishi Sunak    |     | - Député de Richmond (Yorks) depuis 2015 - Chancelier de l'Échiquier de 2020 à 2022 |                            | 23 octobre 2022            | Ready for Rishi | 194 députés                             |

### Potentiels
- Brandon Lewis, secrétaire d'État à la Justice (depuis septembre 2022), député pour Great Yarmouth (depuis 2010)[13]

### Refus
Les personnalités politiques du Parti conservateur suivantes ont été considérés comme des candidats potentiels à la direction du parti mais ont refusé de se présenter :
- Kemi Badenoch, secrétaire d'État au Commerce international (depuis septembre 2022), députée de Saffron Walden (depuis 2017)[14]
- Suella Braverman, députée de Fareham (depuis 2015), secrétaire d'État à l'Intérieur (septembre-octobre 2022)[15]
- James Cleverly, secrétaire d'État aux Affaires étrangères (depuis septembre 2022), député de Braintree (depuis septembre 2015)[16]
- Michael Gove, député de Surrey Heath (depuis 2005), secrétaire d'État aux Communautés (2021-2022)[17]
- Jeremy Hunt, chancelier de l'Échiquier (depuis octobre 2022), député de South West Surrey (depuis 2005)[18]
- Boris Johnson, député d'Uxbridge et South Ruislip (depuis 2015), Premier ministre (2019–2022)[19]
- Johnny Mercer, député de Plymouth Moor View (depuis 2015), ministre d'État aux Anciens Combattants juillet-septembre 2022[20]
- Tom Tugendhat, ministre d'État à la Sécurité (depuis septembre 2022), député de Tonbridge et Malling (depuis 2015)[21]

## Résultats de l'élection
Cinq jours après la démission de Liz Truss, c'est le conservateur Rishi Sunak qui est élu chef du Parti conservateur. Ce parti étant majoritaire à la Chambre des communes, Sunak devient ainsi Premier ministre britannique.